# Sri Lankas præsidenter
Sri Lankas præsidenter omfatter en oversigt over præsidenter i Sri Lanka.
Positionen som præsident blev etableret i 1972.
Sri Lankas nuværende præsident er Anura Kumara Dissanayake, der tiltrådte 2024.
| Nr. | Præsident                              | navn på singalesisk - tamil              | tilhørsforhold         | Tiltrådt           | Fratrådt           | Politisk parti            | Bemærkninger |
| --- | -------------------------------------- | ---------------------------------------- | ---------------------- | ------------------ | ------------------ | ------------------------- | --- |
| 1   | William Gopallawa (1897–1981)          | විලියම් ගොපල්ලව வில்லியம் கோபள்ளவா                   | Central Province       | 22. maj 1972       | 4. februar 1978    | uafhængig                 | fungerede som Ceylons sidste Generalguvernør og som første præsident i den nyetablerede republik i 1972 (hvor landet ændrede navn til Sri Lanka)                                                                                      |
| 2   | Junius Richard Jayewardene (1906–1996) | විජුනියස් රිචඩ් ජයවර්ධන ஜூனியஸ் ரிச்சட் ஜயவர்தனா        | Western Province       | 4. februar 1978    | 2. januar 1989     | United National Party     | kendt som "J.R.", introducerede i 1978 den nuværende magtfulde position som præsident |
| 3   | Ranasinghe Premadasa (1924–1993)       | රණසිංහ ප්‍රේමදාස ரணசிங்க பிரேமதாசா                    | Western Province       | 2. januar 1989     | 1. maj 1993        | United National Party     | dræbt af selvmordsbombe fra De Tamilske Tigre under 1. maj møde |
| 4   | Dingiri Banda Wijetunga (1916–2008)    | ඩිංගිරි බණ්ඩා විජේතුංග டிங்கிரி பண்ட விஜேதுங்க              | Central Province       | 1. maj 1993        | 12. november 1994  | United National Party     | var premierminister ved De Tamilske Tigres mord på Ranasinghe Premadasa og derefter fungerende præsident indtil præsidentvalget 7. maj 1993                                                                                           |
| 5   | Chandrika Kumaratunga (1945–)          | චන්ද්‍රිකා බණ්ඩාරනායක කුමාරතුංග சந்திரிகா பண்டாரநாயக்கே குமாரதுங்கா | Western Province       | 12. november 1994  | 19. november 2005  | Sri Lanka Freedom Party   | udpegede sin mor Sirimavo Bandaranaike som sin efterfølger som premierminister, var udsat for talrige fejlslagne drabsforsøg fra De Tamilske Tigre                                                                                    |
| 6   | Mahinda Rajapaksa (1945–)              | මහින්ද රාජපක්ෂ மகிந்த ராசபக்ச                    | Southern Province      | 19. november 2005  | 9. januar 2015     | Sri Lanka Freedom Party   | afsluttede Borgerkrigen i Sri Lanka og De Tamilske Tigres opstand |
| 7   | Maithripala Sirisena (1951–)           | මෛත්‍රිපාල සිරිසේන மைத்திரிபால சிறிசேன                    | North Central Province | 9. januar 2015     | 2019               | Sri Lanka Freedom Party   | valgt som kandidat for New Democratic Front med opbakning fra United National Party og andre partier fra oppositionen |
| 8   | Gotabaya Rajapaksa (1949–)             | මෛත්‍රිපාල සිරිසේන மைத்திரிபால சிறிசேன                    | North Central Province | 2019               | 14. juli 2022      | Sri Lanka Freedom Party   | valgt som kandidat for New Democratic Front med opbakning fra United National Party og andre partier fra oppositionen |
| 9   | Ranil Wickremesinghe (1949–)           | රනිල් වික්‍රමසිංහ ரணில் விக்கிரமசிங்க                   | Western Province       | 21. juli 2022      | 23. september 2024 | United National Party     | Udnævnt til fungerende præsident efter Gotabaya Rajapaksas flugt fra landet midt i den politiske krise i Sri Lanka i 2022. Den 20. juli 2022 blev han valgt af parlamentet til formandsposten i henhold til forfatningens artikel 40. |
| 10  | Anura Kumara Dissanayake (1968–)       | අනුර කුමාර දිසානායක அனுர குமார திசாநாயக்க             | Central Province       | 23. september 2024 | nuværende          | Janatha Vimukthi Peramuna | |